# Jota Cephei
Jota Cephei (ι Cep) – gwiazda w gwiazdozbiorze Cefeusza, odległa od Słońca o około 115 lat świetlnych.

## Charakterystyka
Jota Cephei to pomarańczowy olbrzym należący do typu widmowego K0. Jest to samotna gwiazda o jasności około 57 razy większa niż jasność Słońca, jej temperatura jest równa około 4770 K. Promień gwiazdy jest 11 razy większy od słonecznego, a masa ponad dwukrotnie większa niż masa Słońca. Gwiazda ma około 1,2 miliarda lat.